# سوق الزجاج
سوق الزجاج يُعتبر من أقدم الأسواق في ليبيا ويقع في مدينة طبرق، و يسميه البعض (فندق الزجاج) وسمي بهذا الاسم لكثرة نوافذه الزجاجية وهو موجود في قلب المدينة.
يوجد للسوق أربع مداخل شرقي، غربي، شمالي، جنوبي، ويحتوي السوق على محلات لبيع الخضار والفواكه واللحوم ويوجد الكثير من الباعة أمام السوق لبيع الألبان والعطور الزيتية خاصة في أيام الأعياد.